# Stephen Joseph Perry
Stephen Joseph Perry (ur. 26 sierpnia 1833 w Londynie, zm. 27 grudnia 1889 na Îles du Salut) – angielski naukowiec i jezuita. Zajmował się głównie fizyką, matematyką i astronomią.

## Życiorys
Pochodził z rodziny angielskich katolików. Jego ojciec, Stephen Perry, zajmował się wyrobem stalowych długopisów. Jego matka zmarła, gdy miał siedem lat. Edukację rozpoczął w wieku dziewięciu lat, od szkoły w Gifford Hall. Po półtora roku został jednak wysłany do szkoły w Douai, we Francji. Po siedmiu latach nauki ukończył szkołę i zdecydował się na kapłaństwo. Wyjechał wówczas na studia teologiczne do Rzymu. W 1853 roku wstąpił do zakonu jezuitów. W czasie nowicjatu, większość czasu spędził studiując filozofię i fizykę w Stonyhurst. Pracował wówczas również jako asystent w miejscowym obserwatorium. W 1858 roku został wysłany na studia matematyczne najpierw do Londynu, gdzie jego nauczycielem był Augustus De Morgan, a później do Paryża, gdzie uczyli go między innymi Bertrand, Liouville, Delaunay, Cauchy i Serret. Do Wielkiej Brytanii powrócił w 1860 roku i rozpoczął pracę nauczyciela matematyki i fizyki w Stonyhurst. Został również mianowany dyrektorem miejscowego obserwatorium. W 1863 roku rozpoczął studia teologiczne, które trwały trzy lata. Po ich ukończeniu otrzymał święcenie kapłańskie, ale nadal zajmował się głównie pracą naukową i dydaktyczną.
W swojej karierze naukowej zajmował się przede wszystkim magnetyzmem i elektrycznością atmosfery ziemskiej, interesowało go głównie ziemskie pole magnetyczne. W czasie licznych prac przeprowadzał pomiary magnetyczne na terenie wschodniej i zachodniej Francji, a później również w Belgii. Opublikowanie wyników tych prac spotkało się z dobrym przyjęciem ze strony innych naukowców i w 1874 roku Perry został członkiem Royal Society. Zajmował się jednak również astronomią i publikował również na ten temat. Jego prace z tej dziedziny zostały docenione nieco wcześniej i już w 1869 roku został członkiem Królewskiego Towarzystwa Astronomicznego. Był także członkiem Royal Meteorological Society. W 1870 roku został mianowany szefem jednej z czterech ekspedycji mającej obserwować całkowite zaćmienie Słońca.
Od tej pory był dość często oddelegowywany do podobnych zadań i to mimo tego, że cierpiał na chorobę morską. W 1874 roku był szefem zespołu, który dnia 8 grudnia obserwował tranzyt Wenus na Wyspach Kerguelena. Perry przeprowadził tam także badania dotyczące pogody i w 1879 roku zostały wykorzystane przez służby meteorologiczne Wielkiej Brytanii. W 1882 roku również stał na czele wyprawy mającej dokonać obserwacji astronomicznych w pobliżu wybrzeży Madagaskaru. W 1886 roku wziął udział w ekspedycji Royal Society na Karaiby w celu obserwacji zaćmienia Słońca dnia 19 sierpnia. Artykuły zawierające wyniki tych obserwacji zostały później opublikowane w Philosophical Transactions of the Royal Society. W 1887 roku wziął udział w ekspedycji naukowej, której zadaniem było dokonanie obserwacji zaćmienia z dnia 19 sierpnia. Ostatnia wyprawa naukowa, w której wziął udział miała miejsce w 1889 roku na Îles du Salut i zakończyła się jego śmiercią. Doszło do niej w wyniku zlekceważenia przez Perry’ego względów bezpieczeństwa. Został pochowany na cmentarzu w okolicach Georgetown.
Jako dyrektor obserwatorium w Stonyhurst znacznie przyczynił się do wymiany używanego w nim sprzętu na nowszy. W badaniach astronomicznych interesowało go głównie Słońce, a zwłaszcza jego powierzchnia. Odkrył, niezależnie od Trouvelota, zjawisko ukrytych plam. Zajmował się także badaniem księżyców Jowisza, komet i okultacji.